# Xavier Boissy
Pour les articles homonymes, voir Boissy.
Xavier Boissy, né le 27 mai 1944, est un judoka sénégalais.

## Carrière
Il est médaillé d'or dans la catégorie des moins de 63 kg ainsi que médaillé d'or par équipe aux Jeux africains de 1965 à Brazzaville. Il participe cette année-là aux Championnats du monde à Rio de Janeiro dans la catégorie des moins de 68 kg.
Aux Championnats d'Afrique de judo 1967 à Abidjan, il est médaillé d'or dans la catégorie des poids légers et par équipe. Il est médaillé d'argent individuel aux Championnats d'Afrique de judo 1968 à Tunis. 
Il participe aux Jeux olympiques d'été de 1972 à Munich, où il est éliminé dès le premier tour dans la catégorie des moins de 63 kg.